# Oncidium varicosum
O Oncidium varicosum é uma Espécie de orquídeas do gênero Oncidium, também chamado de "dama dançante" e "chuva-de-ouro", da subfamília Epidendroideae da familia das Orquidáceas.

## Etimologia
O nome científico é proveniente do latim Oncidium = "inchaço", "tuberculo", "tumor" e varicosum = Veias de varizes.

## Habitat
Esta espécie é originária do Brasil, Paraguai e Norte da Argentina. Esta Orquídea cresce sobre árvores. Área de clima úmido de montanha sob altitudes de 1200 a 1800 metros, mas na Serra do Mar e Primeiro Planalto Paranaense é encontrada em diversas altitudes, devido ao clima propício ao desenvolvimento da espécie.

## Descrição
O Oncidium varicosum é uma orquídea epífita e ocasionalmente rupícola com pseudobulbos ovóides e achatados lateralmente de que saem apicalmente duas folhas coriáceas estreitas oblongo linguladas, as basais curvadas ou pêndulas.
  Em seu centro nascem duas hastes florais de pequenas e numerosas flores. Florescem na primavera e no outono no seu habitat.
Possui ramo floral paniculado.

Flores em racemo médio de pequeno tamanho, de cor amarela com mancha marrom na parte superior do labelo. Apresentam a forma aproximada de uma abelha e exalam um aroma característico de mel, atraindo estes insetos que atuam na fecundação da planta. 

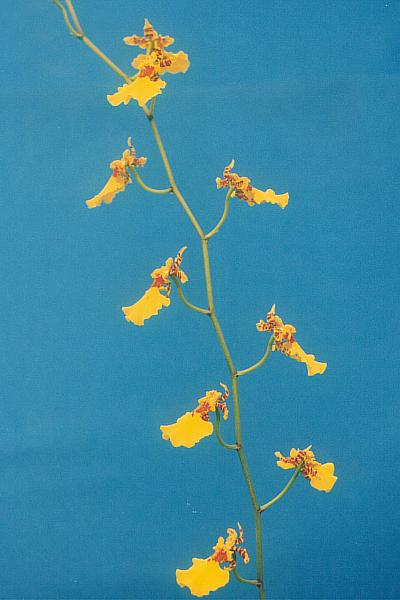
Haste floral de Oncidium varicosum.

## Cultivo
Tem preferência de alta luminosidade ou com sombra moderada. Para cultivar, deve-se plantar em um tronco com a base reta não muito larga, para que se possa manter em pé e planta a orquídea amarrada a um tutor orientado para leste.

Pode-se por no exterior como os Cymbidiums para estimular a floração. No inverno, manter o substrato seco com poucas regas. Florescem no Outono e na Primavera.

## Sinônimos
- Oncidium rogersii Bateman (1868)
- Oncidium euxanthinum Rchb.f. (1869)
- Oncidium geraense Barb.Rodr. (1881)